# Meat Loaf
Meat Loaf, geboren als Marvin Lee Aday (Dallas (Texas), 27 september 1947 – Nashville (Tennessee), 20 januari 2022), was een Amerikaanse rockzanger en acteur. Hij werd vooral bekend door zijn rockhit Paradise by the Dashboard Light van zijn album Bat Out of Hell (1977), die hij zong met Ellen Foley. De teksten en muziek zijn van Jim Steinman.
Meat Loafs optredens werden gekenmerkt door theatrale acts. In een interview in de Volkskrant in 2003 zei hij: "De meeste rockbands denken dat het voldoende is gewoon hun liedjes te spelen. Ik niet. Mensen moeten meegesleept worden in een drama. Ieder hoekje van het podium moet worden benut. [...] Een beetje op en neer springen is niet genoeg. Je moet alles uit de kast halen en je inleven in een rol, elke dag weer."

## Carrière
Meat Loaf speelde de rol van Eddie in The Rocky Horror Picture Show (1975) waarin hij het nummer "Hot Patootie – Bless My Soul" zingt.
In 1977 kwam het album Bat Out of Hell uit, waar Meat Loaf en Steinman al in 1972 mee begonnen waren. Tijdens de National Lampoon-show had Meat Loaf Ellen Foley ontmoet, die met hem samenzong op Paradise by the Dashboard Light en Bat Out of Hell. Hun pogingen werden oorspronkelijk geweigerd door de platenmaatschappijen, omdat ze niet in een bekende stijl pasten. Todd Rundgren wilde het album wel produceren, en er gitaar op spelen. Uiteindelijk besloot Cleveland International Records het album uit te brengen. Bat Out of Hell verkocht ongeveer 43 miljoen exemplaren, waardoor het een van de best verkopende albums ooit is.
In 1986 produceerde de Duitse producer Frank Farian het album Blind Before I Stop. Meat Loaf zei in een Farian-special in 2021 dat hij Farian de beste producer vond.
In 1992 speelde Meat Loaf de rol van Hoover in Leap of Faith, met Steve Martin in de hoofdrol. Meat Loaf speelde de muzikaal leider van een rondtrekkende kerk. Aardig detail: wanneer hij de autoradio aanzet, komt Paradise by the Dashboard Light uit de luidsprekers. In 1997 speelde hij de rol van buschauffeur Dennis in Spice World.
Het nummer I'd Do Anything for Love (But I Won't Do That) van het album Bat Out of Hell II: Back into Hell (1993) werd een wereldhit. Meat Loaf won er de Grammy Award voor "Best Rock Vocal Performance, Solo" mee in 1994. De twee vervolgsingles Rock and Roll Dreams Come Through (met in de video onder meer de op dat moment 18-jarige en nog vrijwel onbekende Angelina Jolie), en I'd Lie for You (And That's the Truth) werden bescheiden hits. 
Meat Loaf speelde de rol van Robert Paulson in Fight Club (1999). Ook speelde hij The Lizzard in The 51st State (2001).
In 2006 bracht hij een album uit: het derde deel van Bat Out of Hell, getiteld The Monster Is Loose. In 2006 speelde hij in de rockfilm Tenacious D in the Pick of Destiny de vader van JB (Jack Black). Op 27 juni 2007 gaf Meat Loaf een concert in een uitverkochte Heineken Music Hall. Dit concert maakte deel uit van de tournee Seize the Night. Op 20 november 2007 zou de zanger in het kader van dezelfde tournee in Nederland een concert geven in Ahoy in Rotterdam. Het concert werd echter afgelast in verband met een cyste op zijn stembanden.
Door de jaren heen speelde Meat Loaf vaak gastrollen in films en series. Zo vertolkte hij in de Amerikaanse televisieserie House, M.D. de longkankerpatiënt Eddie en speelde hij in de serie Fairly Legal een gastrol als Charlie DeKay.
In 2010 verscheen het album Hang Cool Teddy Bear. De eerste single van dit album was Los Angeloser.
In 2011 werkte Meat Loaf aan zijn nieuwe album Hell in a Handbasket, dat in september in Australië verscheen en begin 2012 in de rest van de wereld. De eerste single van dit album, All of Me, kwam uit op 26 augustus. Ook werd het lied Stand in the Storm, dat hij en zijn team Backbone hadden gezongen voor het goede doel in het programma Celebrity Apprentice, uitgebracht op zijn nieuwe album.
In april 2013 stopte Meat Loaf met toeren, omdat hij zich meer wilde toeleggen op zijn acteercarrière. Zijn laatste concert in Nederland was in mei 2013 in Zwolle.
In oktober 2015 begon hij echter toch weer aan een tournee. Ook kondigde hij een nieuw album aan dat uitgekomen is in september 2016. In juni 2016 zakte hij, inmiddels 68 jaar, tijdens een optreden in het Canadese Edmonton in elkaar en werd met een ziekenauto afgevoerd.
Het dertiende album van Meat Loaf heeft de titel Braver Than We Are. Het bevat bijdragen van Jim Steinman en zangeressen Ellen Foley als Karla DeVito. Het album is geproduceerd door Paul Crook.
Meat Loaf overleed op 20 januari 2022 op 74-jarige leeftijd in een ziekenhuis in Nashville (Tennessee) waarschijnlijk aan complicaties van COVID-19.

## Naam
Meat Loaf, dat gehaktbrood betekent, kreeg zijn naam, naar men zegt, van zijn vader. Meat Loaf verklaarde dit in een interview in het televisieprogramma JENSEN!. Volgens zijn biografie (To Hell and Back) kreeg hij deze naam echter van zijn honkbaltrainer. In 1984 veranderde Meat Loaf zijn voornaam Marvin in Michael.

## Discografie

### Albums
| Album met eventuele hitnotering(en) in de Nederlandse Album Top 100                            | Datum van verschijnen | Datum van binnenkomst | Hoogste positie | Aantal weken | Opmerkingen   |
| ---------------------------------------------------------------------------------------------- | --------------------- | --------------------- | --------------- | ------------ | ------------- |
| Stoney & Meatloaf (met Stoney Murphy)                                                          | 1971                  | -                     | -               | -            |               |
| Bat Out of Hell                                                                                | 21-10-1977            | 25-11-1978            | 1(12wk)         | 57           |               |
| Dead Ringer                                                                                    | 1981                  | 19-09-1981            | 10              | 8            |               |
| Midnight at the Lost and Found                                                                 | 1983                  | -                     | -               | -            |               |
| Hits Out of Hell                                                                               | 1984                  | -                     | -               | -            | Verzamelalbum |
| Bad Attitude                                                                                   | 01-11-1984            | -                     | -               | -            |               |
| Blind Before I Stop                                                                            | 1986                  | -                     | -               | -            |               |
| Live at Wembley                                                                                | 1987                  | -                     | -               | -            | Livealbum     |
| Paradise by the Dashboardlight (The Very Best Of)                                              | 1991                  | 09-03-1991            | 23              | 10           | Verzamelalbum |
| Bat Out of Hell II: Back into Hell                                                             | 14-09-1993            | 18-09-1993            | 1(2wk)          | 38           |               |
| Welcome to the Neighbourhood                                                                   | 27-10-1995            | 11-11-1995            | 28              | 11           |               |
| Live Around the World                                                                          | 1996                  | -                     | -               | -            | Livealbum     |
| The Very Best of Meat Loaf                                                                     | 30-10-1998            | 21-11-1998            | 46              | 11           | Verzamelalbum |
| VH1: Storytellers                                                                              | 1999                  | -                     | -               | -            | Verzamelalbum |
| Couldn't Have Said It Better                                                                   | 2003                  | 19-04-2003            | 36              | 8            |               |
| Bat Out of Hell: Live with the Melbourne Symphony Orchestra (met Melbourne Symphony Orchestra) | 2004                  | -                     | -               | -            | Livealbum     |
| Bat Out of Hell III: The Monster Is Loose                                                      | 23-10-2006            | 28-10-2006            | 7               | 14           |               |
| 3 Bats Live                                                                                    | 2007                  | -                     | -               | -            | Livealbum     |
| Hang Cool Teddy Bear                                                                           | 16-04-2010            | 24-04-2010            | 23              | 4            |               |
| Hell in a Handbasket                                                                           | 02-12-2011            | 03-03-2012            | 62              | 2            |               |
| Braver Than We Are                                                                             | 09-09-2016            | 17-09-2016            | 13              | 2            |               |

| Album met hitnotering(en) in de Vlaamse Ultratop 200 albums | Datum van verschijnen | Datum van binnenkomst | Hoogste positie | Aantal weken | Opmerkingen |
| ----------------------------------------------------------- | --------------------- | --------------------- | --------------- | ------------ | ----------- |
| Welcome to the Neighbourhood                                | 1995                  | 18-11-1995            | 37              | 4            |             |
| Heaven can wait - The ballads of Meat Loaf vol. 1           | 1996                  | 24-02-1996            | 24              | 4            |             |
| Bat Out of Hell III: The Monster Is Loose                   | 2006                  | 04-11-2006            | 32              | 6            |             |
| Hang Cool Teddy Bear                                        | 2010                  | 01-05-2010            | 49              | 3            |             |

### Singles
| Single met eventuele hitnotering(en) in de Nederlandse Top 40 | Datum van verschijnen | Datum van binnenkomst | Hoogste positie | Aantal weken | Opmerkingen                                    |
| ------------------------------------------------------------- | --------------------- | --------------------- | --------------- | ------------ | ---------------------------------------------- |
| Paradise by the Dashboard Light                               | 1978                  | 25-11-1978            | 1(3wk)          | 14           | met Ellen Foley / Nr. 1 in de Single Top 100   |
| You Took the Words Right Out of My Mouth (Hot Summer Night)   | 1979                  | 27-01-1979            | 3               | 9            | Nr. 4 in de Single Top 100 / Alarmschijf       |
| Dead Ringer for Love                                          | 1981                  | 07-11-1981            | 32              | 3            | met Cher / Nr. 39 in de Single Top 100         |
| Paradise by the Dashboard Light                               | 1988                  | 10-09-1988            | 9               | 9            | met Ellen Foley / Nr. 3 in de Single Top 100   |
| I'd Do Anything for Love (But I Won't Do That)                | 1993                  | 09-10-1993            | 1(6wk)          | 18           | Nr. 1 in de Single Top 100 / Alarmschijf       |
| Paradise by the Dashboard Light                               | 1993                  | -                     | -               | -            | met Ellen Foley / Nr. 25 in de Single Top 100  |
| Rock and Roll Dreams Come Through                             | 1994                  | 26-02-1994            | 26              | 4            | Nr. 26 in de Single Top 100                    |
| I'd Lie for You (And That's the Truth)                        | 1995                  | 28-10-1995            | 10              | 9            | Nr. 9 in de Single Top 100                     |
| Couldn't Have Said It Better                                  | 2003                  | -                     | -               | -            | met Patti Russo / Nr. 43 in de Single Top 100  |
| It's All Coming Back to Me Now                                | 2006                  | 11-11-2006            | 26              | 3            | met Marion Raven / Nr. 15 in de Single Top 100 |

| Single met hitnotering(en) in de Vlaamse Ultratop 50        | Datum van verschijnen | Datum van binnenkomst | Hoogste positie | Aantal weken | Opmerkingen                                   |
| ----------------------------------------------------------- | --------------------- | --------------------- | --------------- | ------------ | --------------------------------------------- |
| Paradise by the Dashboard Light                             | 1978                  | 16-12-1978            | 2               | 18           | met Ellen Foley / Nr. 1 in de Radio 2 Top 30  |
| You Took the Words Right Out of My Mouth (Hot Summer Night) | 1979                  | 10-02-1979            | 4               | 8            | Nr. 3 in de Radio 2 Top 30                    |
| Dead Ringer for Love                                        | 1981                  | 21-11-1981            | 33              | 3            | met Cher / Nr. 23 in de Radio 2 Top 30        |
| Paradise by the Dashboard Light                             | 1988                  | -                     | -               | -            | met Ellen Foley / Nr. 12 in de Radio 2 Top 30 |
| I'd Do Anything for Love (But I Won't Do That)              | 1993                  | 30-10-1993            | 1               | 19           | Nr. 1 in de Radio 2 Top 30                    |
| Rock and Roll Dreams Come Through                           | 1994                  | 05-03-1994            | 23              | 6            | Nr. 17 in de Radio 2 Top 30                   |
| I'd Lie for You (And That's the Truth)                      | 1995                  | 04-11-1995            | 10              | 15           | Nr. 10 in de Radio 2 Top 30                   |

### NPO Radio 2 Top 2000
| Nummers met noteringen in de NPO Radio 2 Top 2000 | '99 | '00 | '01 | '02 | '03 | '04 | '05 | '06 | '07 | '08  | '09 | '10 | '11 | '12  | '13 | '14 | '15 | '16  | '17  | '18  | '19  | '20  | '21  | '22  | '23  | '24  |
| ------------------------------------------------- | --- | --- | --- | --- | --- | --- | --- | --- | --- | ---- | --- | --- | --- | ---- | --- | --- | --- | ---- | ---- | ---- | ---- | ---- | ---- | ---- | ---- | ---- |
| Alive                                             | ×   | ×   | ×   | ×   | ×   | ×   | ×   | -   | 532 | 1830 | -   | -   | -   | -    | -   | -   | -   | -    | -    | -    | -    | -    | -    | -    | -    | -    |
| Bat Out of Hell                                   | -   | -   | -   | -   | -   | -   | -   | 252 | 337 | 644  | 340 | 280 | 285 | 228  | 310 | 309 | 256 | 321  | 332  | 352  | 363  | 441  | 416  | 278  | 306  | 370  |
| For Crying Out Loud                               | -   | -   | -   | -   | -   | -   | -   | -   | -   | -    | -   | -   | -   | -    | -   | -   | -   | -    | -    | -    | -    | -    | 1901 | 1596 | 1656 | 1569 |
| Heaven Can Wait                                   | -   | -   | -   | -   | -   | -   | -   | -   | -   | -    | -   | -   | -   | -    | -   | -   | -   | -    | -    | -    | -    | 1819 | 1963 | 1506 | 1411 | 1694 |
| I'd Do Anything for Love (But I Won't Do That)    | 416 | -   | 190 | 260 | 234 | 389 | 497 | 348 | 446 | 370  | 623 | 690 | 581 | 593  | 638 | 651 | 595 | 738  | 810  | 645  | 616  | 616  | 597  | 417  | 457  | 615  |
| Paradise by the Dashboard Light                   | 5   | 5   | 5   | 5   | 5   | 6   | 6   | 7   | 10  | 6    | 12  | 9   | 11  | 19   | 22  | 17  | 30  | 27   | 27   | 29   | 35   | 34   | 35   | 24   | 29   | 36   |
| Two Out of Three Ain't Bad                        | -   | 502 | 212 | 523 | 500 | 799 | -   | -   | 925 | 1244 | 809 | 831 | 755 | 829  | 816 | 841 | 957 | 988  | 1043 | 1216 | 1085 | 1166 | 1304 | 1001 | 1100 | 1267 |
| You Took the Words Right Out of My Mouth          | 870 | -   | 314 | 699 | 443 | 711 | 935 | 651 | 689 | 642  | 834 | 742 | 920 | 1051 | 944 | 832 | 864 | 1080 | 1266 | 1086 | 1047 | 1051 | 1202 | 801  | 966  | 1001 |

1. ↑  Een '-' betekent dat het nummer niet was genoteerd, een '×' betekent dat het nummer nog niet was uitgebracht en een vetgedrukt getal geeft de hoogste notering van een nummer aan.

### Dvd's
| Dvd's met eventuele hitnoteringen in de Nederlandse Music Top 30 | Datum van verschijnen | Datum van binnenkomst | Hoogste positie | Aantal weken | Opmerkingen |
| ---------------------------------------------------------------- | --------------------- | --------------------- | --------------- | ------------ | ----------- |
| VH1: Storytellers                                                | 1999                  | -                     | -               | -            |             |
| Hits Out of Hell                                                 | 2004                  | 28-02-2004            | 26              | 2            |             |
| Live with the Melbourne Symphony Orchestra                       | 2004                  | 30-10-2004            | 9               | 5            |             |

## Filmografie
- Bibsys: 4105563
- Biblioteca Nacional de España: XX4905148
- Bibliothèque nationale de France: cb138973517 (data)
- Gemeinsame Normdatei: 119184400
- International Standard Name Identifier: 0000 0003 6863 0255
- Library of Congress Control Number: n78082017
- MusicBrainz: b134d1bf-c7c7-4427-93ac-9fdbc2b59ef1
- Nationale Bibliotheek van Tsjechië: xx0016348
- Nationale bibliotheek van Australië: 35950995
- Nationale Bibliotheek van Israël: 987007433875105171
- Nationale Bibliotheek van Polen: a0000001611117
- Nationale en Universitaire bibliotheek Zagreb: 000691675
- Nederlandse Thesaurus van Auteursnamen: 072768592
- Istituto Centrale per il Catalogo Unico: UBOV510773
- SNAC: w6df7n2f
- Système universitaire de documentation: 078069637
- Trove: 1159755
- Virtual International Authority File: 102762046
- WorldCat: E39PBJrChq9qqJfhqBMbrgfQbd